# Xolmis rubetra
Xolmis rubetra là một loài chim trong họ Tyrannidae.